# Ралука Олару
Йоана Ралука Олару (на румънски: Ioana Raluca Olaru) е професионална тенисистка от Румъния.
Тя започва да тренира активно тенис от 7-годишна възраст. Първите си стъпки в професионалния тенис, Йоана Ралука Олару започва през 2003 г., с участия в турнирите от календара на Международната тенис федерация (ITF).
Ръмънската тенисистка има много успешна кариера сред девойките. През 2005 г., по време на „Откритото първенство на Франция“ тя е финалист на сингъл и на двойки. На сингъл тя губи финалната среща от унгарката Агнеш Саваи с резултат 6:2, 6:1. На двойки също претърпява поражение от Виктория Азаренка и Агнеш Саваи. През 2006 г. Олару и нейната сънародничка Михаела Бузарнеску печелят шампионската титла на двойки от „Откритото първенство на САЩ“ за девойки. Във финалната среща, румънския дует надделява над Шарън Фишман от Канада и рускинята Анастасия Павлюченкова в двусетов мач с резултат 7:5, 6:2.
В професионалната си кариера, Йоана Ралука Олару печели 9 титли на сингъл от турнири, които са част от календара на ITF. В мачовете на двойки, румънската тенисистка завоюва една шампионска титла от турнира „Ташкент Оупън“. Във финалната среща в столицата на Узбекистан Ташкент, заедно с партньорката си украинката Олга Савчук, сломяват съпротивата на Нина Братчикова и Катрин Вьорле от Германия с резултат 5:7, 7:5, 10:7.
Своето най-силно участие в турнир от Големия шлем, Йоана Ралука Олару регистрира през 2007 г. по време на „Откритото първенство на Франция“, когато достига до трети кръг на надпреварата, където бива отстранена от сръбкинята Ана Иванович.
Най-доборото си класиране в ранглистата на женския тенис, румънската тенисистка записва на 27.07.2009 г., когато заема 53-та позиция.
На 26.02.2011 г. Йоана Ралука Олару печели шампионската титла на двойки по време на турнира в мексиканския град Акапулко. Във финалната среща, заедно със своята украинска партньорка Мария Коритцева, побеждава испанските тенисистки Лурдес Домингес Лино и Аранча Пара Сантонха с резултат 3:6, 6:1, 10:4.